# Berengario da Carpi
(Jacopo Berengario, Commentaria, 1521)
Berengario da Carpi, o Jacopo Berengario (pseudonimo di Jacopo Barigazzi; Carpi, 1466 – Ferrara, 24 novembre 1530), è stato un medico e anatomista italiano rinascimentale.
Oltre che per l'insegnamento e per l'attività pratica, Berengario si distinse per le sue pubblicazioni di anatomia, che fanno di lui il maggiore contributore nella storia dell'anatomia prima degli studi di Vesalio.

Frontespizio delle Isagogae

## Biografia

### Famiglia e formazione giovanile
Berengario nacque a Carpi intorno al 1466. Era uno dei cinque figli di Faustino Barigazzi, medico e chirurgo, e Orsolina Forghierii.
I motivi che portarono Jacopo a modificare il suo cognome da Barigazzi in Berengario rimangono ancora oggi sconosciuti: alcuni studiosi hanno avanzato diverse ipotesi, tra queste, la più probabile è forse quella che sostiene la contaminazione, o storpiatura dialettale del nome.
Apprese i primi insegnamenti di medicina e chirurgia da suo padre, chirurgo e acconciatore, al quale si dimostrerà sempre debitore citandolo spesso nei suoi testi per le abili cure e per i preziosi consigli legati alla pratica diretta. Ricevette inoltre una valida educazione umanistica tramite Aldo Manuzio, che fu a Carpi tra il 1469 e 1477 come precettore di Alberto III Pio, figlio del principe di Carpi e sotto l'influenza cosmopolita dell'attivissima corte cittadina, dove gravitavano personalità di spicco, eccellenti intellettuali, filosofi e letterati come Giovanni Pico della Mirandola, zio di Alberto III, Marco Musuro, Pietro Pomponazzi, Lilio Gregorio Giraldi, Juan Ginès de Sepùlveda e Juan Montesdoch.

### Insegnamento e attività di medico
Conseguita la laurea in Filosofia e Medicina a Bologna il 4 agosto del 1498, diventò nel 1502 lettore di chirurgia, e successivamente anche di anatomia, nello stesso ateneo.
Poiché nei primi anni di attività dell'Università bolognese restò in vigore l'obbligo, per i forestieri che volevano ottenere una cattedra, di dimostrare di essersi distinti o per merito e capacità o per aver lavorato già in altri atenei, dal momento che Berengario non risulta aver lavorato in altre università, si deve supporre che ben presto si distinse grazie alla sua abilità di medico.
Dopo quasi un anno dalla nomina di lettore, il 4 dicembre 1504, papa Giulio II concesse a lui e ai suoi discendenti la cittadinanza bolognese.
Il rapporto tra Berengario e la Curia papale fu strettissimo: più volte venne chiamato a Roma per prestare le sue cure a personaggi influenti e importanti; accumulò immense ricchezze proprio grazie ai numerosi successi terapeutici con clienti facoltosi, uniti ad una naturale avarizia ed una spiccata capacità di cogliere le migliori opportunità.
Tra i personaggi di spicco che ebbe in cura si ricordano Benvenuto Cellini e Marcantonio Colonna, il quale gli donò il San Giovannino di Raffaello Sanzio, essendo Berengario un rinomato collezionista erudito d'arte.
Continuò a insegnare con grande successo e popolarità fino al 1527 e a dispetto del suo carattere litigioso e violento fu sempre altamente apprezzato dai suoi studenti.

### Il trasferimento a Ferrara e la morte
Agli inizi del 1529 Berengario si trasferì a Ferrara prestando servizio alla corte del duca Alfonso I d'Este in qualità di chirurgo. Gli avvenimenti che portarono il medico a una tale decisione non sono noti, ma è ipotizzabile che sia stata proprio la perdita di Carpi da parte di Alberto III Pio a giocare un ruolo rilevante.

La sua data di morte è rimasta per molti anni avvolta da un alone di mistero; alcuni storici avevano ipotizzato la sua scomparsa intorno al 1530. In un manoscritto conservato a Ferrara un'annotazione riportava infatti la data 24 novembre 1530 come giorno della morte e della tumulazione del corpo del medico carpigiano presso la chiesa di San Francesco a Ferrara.
glorioso titolo di riedificatore dell'arte meritò.»
(Incisione sulla lapide di Berengario commissionata da Giovanni Battista Malaguti nel 1862 e scritto da Melchiorre Missirini)

## Contributo all'anatomia
Nonostante nelle sue Isagogae Berengario seguisse i procedimenti per la dissezione pubblica stabiliti da Mondino, non fu certamente un mero imitatore del passato; dotto sia di medicina antica che di moderna, con la sua personalità rappresentò un caso a parte rispetto ai contemporanei, quali Achillini e Zerbi, suoi colleghi bolognesi, forte della convinzione che per ribadire le verità dell'anatomia fossero necessarie osservazioni tratte dalla pratica e dall'esperienza e non lo studio libresco e l'atteggiamento dell'ipse dixit.
Assai competente nelle scienze mediche, scrisse nel 1514 una edizione di Anothomia (1316) di Mondino dei Liuzzi, testo cui si rivolgerà più spesso, sia per studio personale che per l'insegnamento, accompagnata dalle sue osservazioni critiche.
Di quattro anni più tardi, del 1518, è il Tractatus de fractura calvae sive cranei, la cui stesura fu ispirata dopo aver prestato le proprie cure a Lorenzo de' Medici duca di Urbino, duca di Urbino, cui il libro è dedicato, il quale aveva ricevuto una ferita da arma da fuoco e una frattura della parte occipitale del cranio. In questo scritto, Berengario esaminò tutti i vari tipi di fratture craniche e le loro pertinenti sintomatologie, diagnosi, prognosi e trattamenti; il suo trattato presentava indicazioni e tecniche per la craniotomia, oltre che la prima organica e sistematica illustrazione degli strumenti necessari.
Successivamente Berengario si dedicò ancora una volta allo studio dell'Anatomia di Mondino, e nel 1521 a Bologna, presso lo stesso editore del De fractura, pubblica il Commentaria cum amplissimis additionibus super Anatomia Mundini, un volume in quarto composto da 528 carte fittamente stampate che supera di molto la lunghezza del testo originale. La complessità dello scritto e le frequenti ripetizioni hanno contribuito a far sì che questo volume rimanesse poco conosciuto e mai più riedito Nel 1521 dà alle stampe un pratico e scorrevole compendio di anatomia, Isagogae Breves, non eccessivamente voluminoso, contenente anch'esso tavole illustrate, in cui condensava tutte le sue conoscenze anatomiche. Il successo e la diffusione di questo volume furono immediati, lo testimoniano le numerose riedizioni che seguirono già a partire dal 1523.
Si dedicò anche a esperimenti (una delle ipotesi sostenuta dagli storici sul suo improvviso allontanamento da Bologna è infatti quella della pesante accusa di aver vivisezionato due spagnoli) e insistette sull'esigenza di utilizzare la dissezione animale e umana.
Berengario rese note alcune particolarità anatomiche, come la prima menzione dell'appendice vermiforme e la prima descrizione delle due cartilagini aritenoidi; inoltre dimostrò che i nervi sono originati e collegati dal cervello e dal midollo spinale.
Studiò particolarmente anatomia cardiaca, soprattutto le valvole cardiache, e fu tra i primi a descrivere le cavità del cuore, il timo, il martello e incudine.
Nonostante preferisse l'utilizzo del mercurio nella terapia della sifilide, incoraggiò anche l'uso di un nuovo rimedio, il legno di guaiaco, proponendolo in una nuova edizione del piccolo trattato De guaiaci medicina et morbo gallico di Huldric von Hutten.
Fra i suoi scritti meritano attenzione anche alcuni volumi, oggi rarissimi, di riedizioni del De crisis (1522) di Galeno, che venne dedicata ad un suo allievo, Ochoa Gonzales, che insistentemente lo aveva pregato di aiutarlo, nello studio della medicina degli antichi.

### Opere
- Isagogae breves in anatomiam humani corporis, Bologna, Benedetto Faelli, 1523.
- Tractatus de fractura calve sive cranei, Gerolamo Benedetti Editore, Bologna, 1518.
- Commentaria cum amplissimis additionibus super Anatomia Mundini una cum textu ejusdem in pristinum & verum nitorem redacto, Girolamo Benedetti Editore, 1521.